# Уразбахтин, Рафаэль Радикович
Рафаэль Радикович Уразбахтин (20 ноября 1978, Алма-Ата, Казахская ССР, СССР) — казахстанский футболист, нападающий. Выступал за сборную Казахстана с 1998 по 2004 годы. После завершения игровой карьеры — тренер.

## Карьера

### Клубная
Свою профессиональную карьеру Уразбахтин начал в 1996 году талды-курганском «Кайнаре». В следующем году начинает играть за жезказганский «Улытау», но сыграв 9 матчей, переходит в более успешный клуб «Кайрат».
В 2001 году начинает играть в российской Премьер-лиге за «Ростсельмаш». Но через год возвращается в Казахстан. В 2003 году начинает играть за «Актобе-Ленто» и становится лучшим бомбардиром клуба. Затем через каждый год он меняет клубы, и только в 2010 году остается в «Востоке» и продолжает там играть вплоть до конца 2013 года.

### В сборной

#### Матчи и голы за сборную
| Матчи и голы Уразбахтина за сборную | Матчи и голы Уразбахтина за сборную | Матчи и голы Уразбахтина за сборную | Матчи и голы Уразбахтина за сборную | Матчи и голы Уразбахтина за сборную | Матчи и голы Уразбахтина за сборную |
| №                                   | Дата                                | Оппонент                            | Счёт                                | Голы                                | Соревнование                        |
| ----------------------------------- | ----------------------------------- | ----------------------------------- | ----------------------------------- | ----------------------------------- | ----------------------------------- |
| 1                                   | 1 декабря 1998                      | Ирак                                | 0:2                                 | —                                   | Азиатские игры 1998                 |
| 2                                   | 8 декабря 1998                      | Таиланд                             | 1:1                                 | —                                   | Азиатские игры 1998                 |
| 3                                   | 12 декабря 1998                     | Ливан                               | 0:3                                 | —                                   | Азиатские игры 1998                 |
| 4                                   | 12 апреля 2001                      | Непал                               | 6:0                                 | 1                                   | Отборочные матчи ЧМ-2002            |
| 5                                   | 14 апреля 2001                      | Макао                               | 3:0                                 | —                                   | Отборочные матчи ЧМ-2002            |
| 6                                   | 16 апреля 2001                      | Ирак                                | 1:1                                 | —                                   | Отборочные матчи ЧМ-2002            |
| 7                                   | 21 апреля 2001                      | Непал                               | 4:0                                 | 1                                   | Отборочные матчи ЧМ-2002            |
| 8                                   | 23 апреля 2001                      | Макао                               | 5:0                                 | —                                   | Отборочные матчи ЧМ-2002            |
| 9                                   | 25 апреля 2001                      | Ирак                                | 1:1                                 | —                                   | Отборочные матчи ЧМ-2002            |
| 10                                  | 8 сентября 2004                     | Украина                             | 1:2                                 | —                                   | Отборочные матчи ЧМ-2006            |
| 11                                  | 13 октября 2004                     | Албания                             | 0:1                                 | —                                   | Отборочные матчи ЧМ-2006            |
| 12                                  | 17 ноября 2004                      | Греция                              | 1:2                                 | —                                   | Отборочные матчи ЧМ-2006            |

## Семья
Женат, имеет двоих детей.